# Унтилова, Ирина Леонидовна
Унтилова Ирина Леонидовна (род. 3 декабря 1957 года; г. Шумерля, ЧАССР, СССР) — российский общественный и политический деятель. Первый вице-губернатор Камчатского края (с 2014 по 2020 год). Председатель Законодательного собрания Камчатского края IV созыва с 13 октября 2021 года.

## Биография
С 1976 года работала пионервожатой. В 1984 году закончила обучение в Камчатском государственном пединституте по специальности «учитель истории и обществоведения». Работала в областных органах ВЛКСМ и КПСС. С 1988 года — замдиректора по учебно-воспитательной работе, затем — директор средней школы № 24 в Петропавловске-Камчатском. В 1998 году получила специальность «менеджер образования», получив второе высшее образование в РГПИ им. Герцена. В 2003 году — специальность «государственное и муниципальное управление» в Российской академии госслужбы при Президенте РФ.
В 2005 году была назначена советником главы Петропавловска-Камчатского, затем стала замглавы администрации этого городского округа. В 2011 году — получила должность зампреда краевого правительства. В 2014 — назначена первым вице-губернатором Камчатского края.
В сентябре 2021 года была избрана депутатом местного Законодательного собрания по единому краевому списку от партии «Единая Россия». 13 октября 2021 года на первом заседании краевого парламента была избрана спикером Законодательного собрания Камчатского края IV созыва. За её кандидатуру пролосовало 24 депутата из 27.